# Ficimia
Ficimia es un género de serpientes de la familia Colubridae y subfamilia Colubrinae. Agrupa a siete especies que se distribuyen por el sur de Estados Unidos, México, Belice, Guatemala y Honduras. 

## Especies
Se reconocen a las siguientes especies:
- Ficimia hardyi Mendoza-Quijano & Smith, 1993
- Ficimia olivacea Gray, 1849
- Ficimia publia Cope, 1866
- Ficimia ramirezi Smith & Langebartel, 1949
- Ficimia ruspator Smith & Taylor, 1941
- Ficimia streckeri Taylor, 1931
- Ficimia variegata (Günther, 1858)